# Microbotryum cordae
Microbotryum cordae är en svampart som först beskrevs av Liro, och fick sitt nu gällande namn av G. Deml & Prillinger 1991. Microbotryum cordae ingår i släktet Microbotryum och familjen Microbotryaceae.   Inga underarter finns listade i Catalogue of Life.